# Megaselia dawahi
Megaselia dawahi är en tvåvingeart som beskrevs av Ronald Henry Lambert Disney 2006. Megaselia dawahi ingår i släktet Megaselia och familjen puckelflugor. Inga underarter finns listade i Catalogue of Life.